# Jihokorejská ženská fotbalová reprezentace
Jihokorejská ženská fotbalová reprezentace reprezentuje Jižní Koreu na mezinárodních fotbalových akcích, jako je mistrovství světa žen nebo ženský turnaj na olympijských hrách.

## Olympijské hry
| Rok    | Účast                                           | Soupisky |
| ------ | ----------------------------------------------- | -------- |
| 1996   | Nekvalifikovaly se                              |          |
| 2000   | Nekvalifikovaly se                              |          |
| 2004   | Nekvalifikovaly se                              |          |
| 2008   | Nekvalifikovaly se                              |          |
| 2012   | Nekvalifikovaly se                              |          |
| 2016   | Nekvalifikovaly se                              |          |
| 2020   | Nekvalifikovaly se                              |          |
| Celkem | Účast – 0× Zlato – 0×, Stříbro – 0×, Bronz – 0× |          |

## Mistrovství světa
| Rok    | Účast                                           | Soupisky |
| ------ | ----------------------------------------------- | -------- |
| 1991   | Nekvalifikovaly se                              |          |
| 1995   | Nekvalifikovaly se                              |          |
| 1999   | Nekvalifikovaly se                              |          |
| 2003   | Základní skupina                                |          |
| 2007   | Nekvalifikovaly se                              |          |
| 2011   | Nekvalifikovaly se                              |          |
| 2015   | Prohra v osmifinále s Francií                   |          |
| 2019   | Základní skupina                                |          |
| 2023   | Základní skupina                                | Soupiska |
| Celkem | Účast – 4× Zlato – 0×, Stříbro – 0×, Bronz – 0× |          |